# 上封寺
上封寺，位于湖南省衡阳市衡山。汉族地区佛教全国重点寺院之一。

## 简介
上封寺自隋大业年间建寺。此前为东汉道教宫观，称“光天道观”，隋初为道教第二十二福地。大业年间，隋炀帝南巡至此，下旨改观为寺，赐名“上封寺”。上封寺右上为观日台，左上为祝融殿，殿后为不语岩，岩上有巨石翘首绝顶，为“金龟朝圣”。

## 图集
- 钟楼
- 鼓楼
- 财神殿
- 释迦摩尼像